# Ziepniekkalns
Ziepniekkalns est un voisinage (en letton : apkaime) de Riga situé sur la rive gauche de la Daugava dans l' arrondissement de Zemgale (en letton : Zemgales priekšpilsēta).

## Géographie
Son territoire correspond aux voisinages de Torņakalns, Atgāzene, Bišumuiža et Salas ainsi qu'avec les municipalités d'Olaine et de Ķekava. Ses frontières longent les rues Jelgavas šoseja, Tīraines iela, Vienības gatve, Ziepniekkalna iela, Bauskas iela, Doles iela, Bieķengrāvis, Salu tilts, Kārļa Ulmaņa gatve - elles forment en tout un périmètre de 16 300 m. En 2011, la population de ce voisinage comptait 33 614 habitants.
Avec sa superficie de 10,917 km2 c'est une subdivision plutôt grande, dépassant la superficie moyenne des autres voisinages. Au cœur du Ziepniekkalns se trouve le parc Ēbelmuiža. Ailleurs, sa construction comprend aussi bien les quartiers de maisons individuelles datant pour beaucoup du début du  XXe siècle que les immeubles en blocs de béton érigés sous occupation soviétique. Toutefois, le grand projet de développement urbain de ce territoire est resté inachevé à cause de la chute du régime communiste.

## Transports
- Bus: 10, 23, 26, 42, 44, 46.
- Trolley: 4, 19, 24, 27.

## Galerie

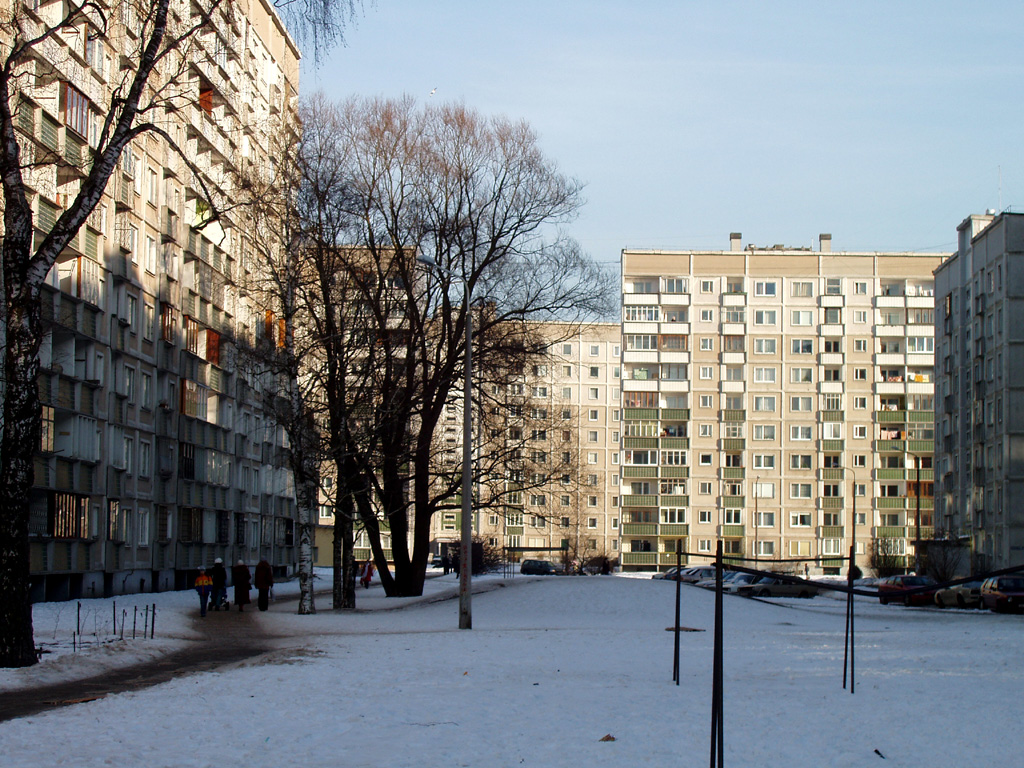
Immeubles typiques de Ziepniekkalns.
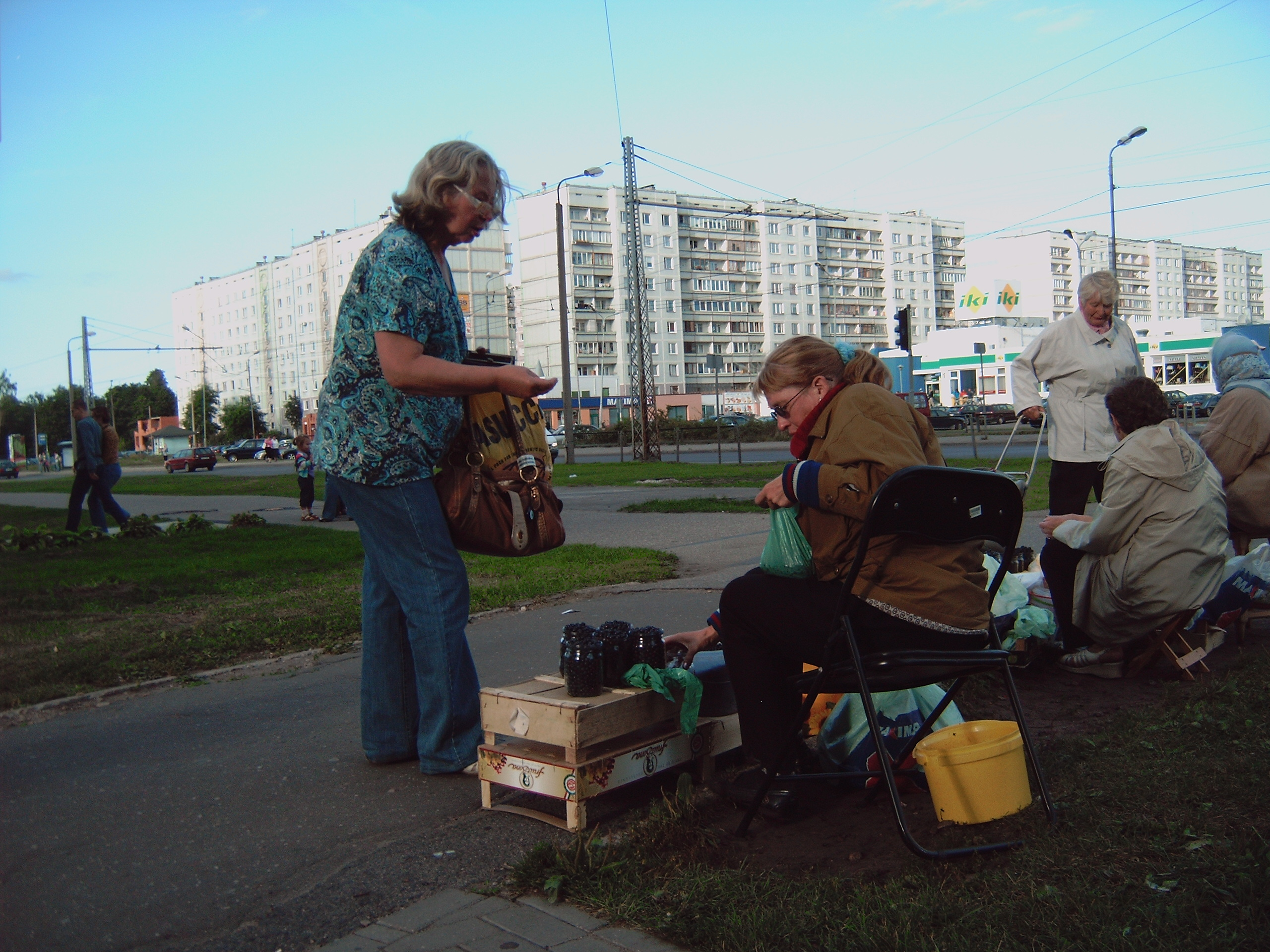
Les marchands de rue à Ziepniekkalns.
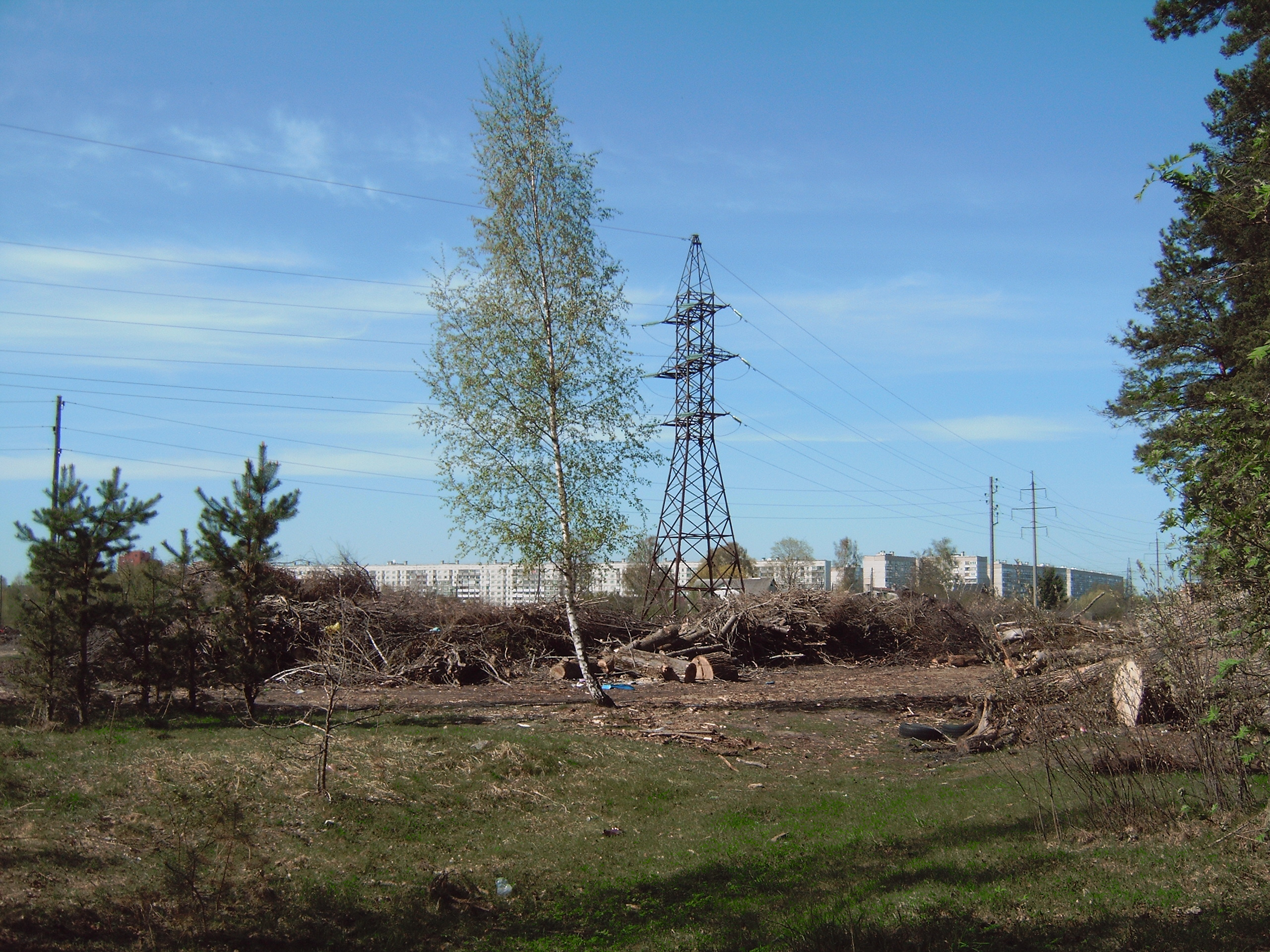
Vue sur Ziepniekkalns depuis la forêt avoisinante.
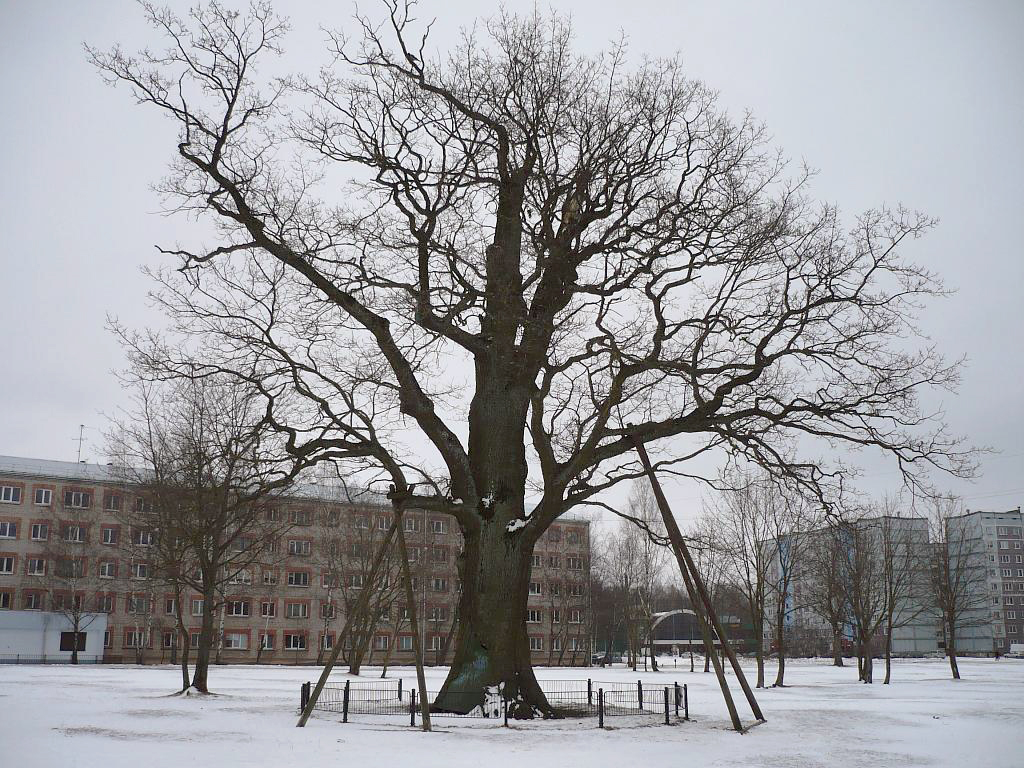
Chêne remarquable du parc Ēbeļmuiža.
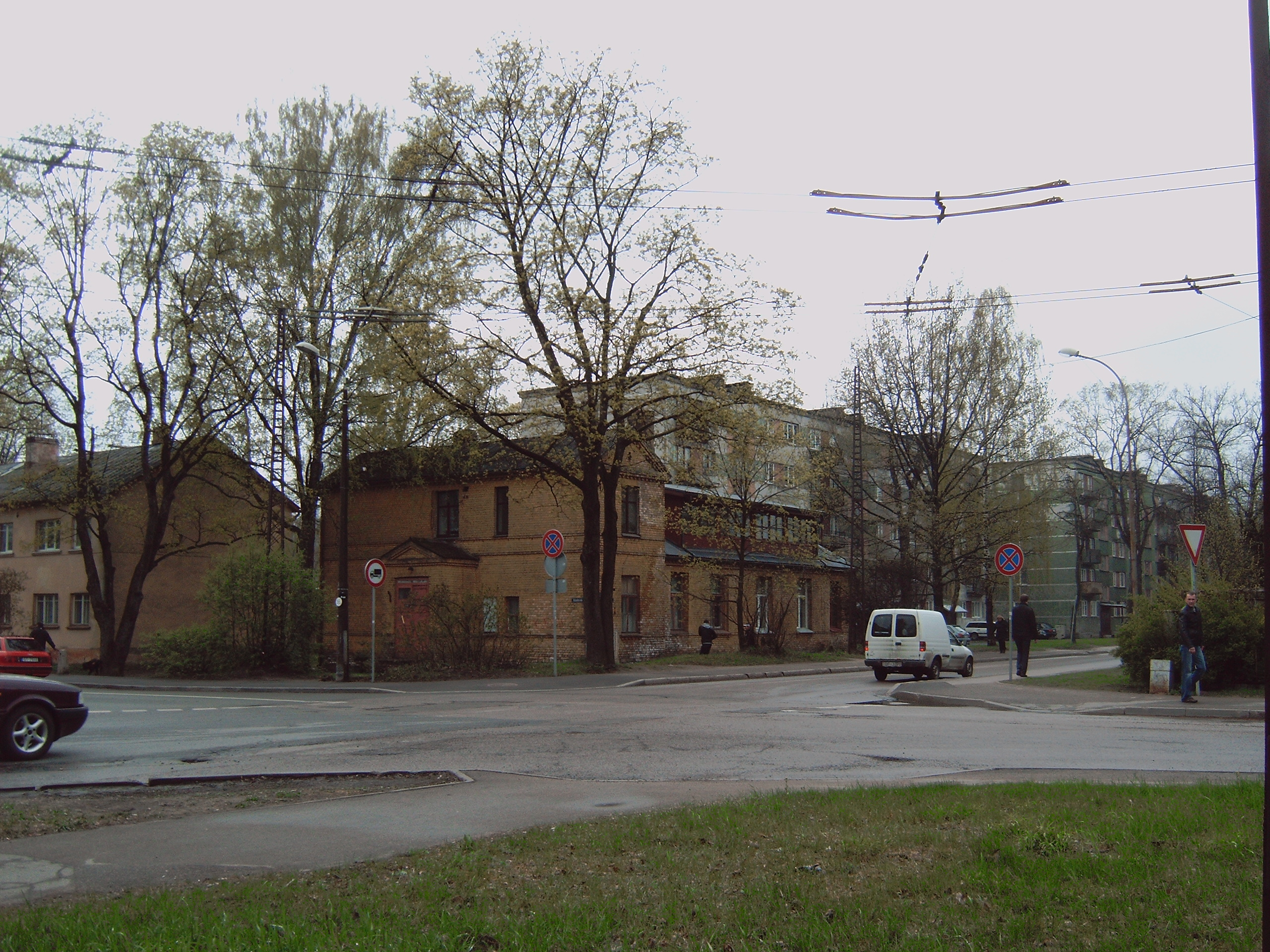
Rue Gimnastikas à Ziepniekkalns.
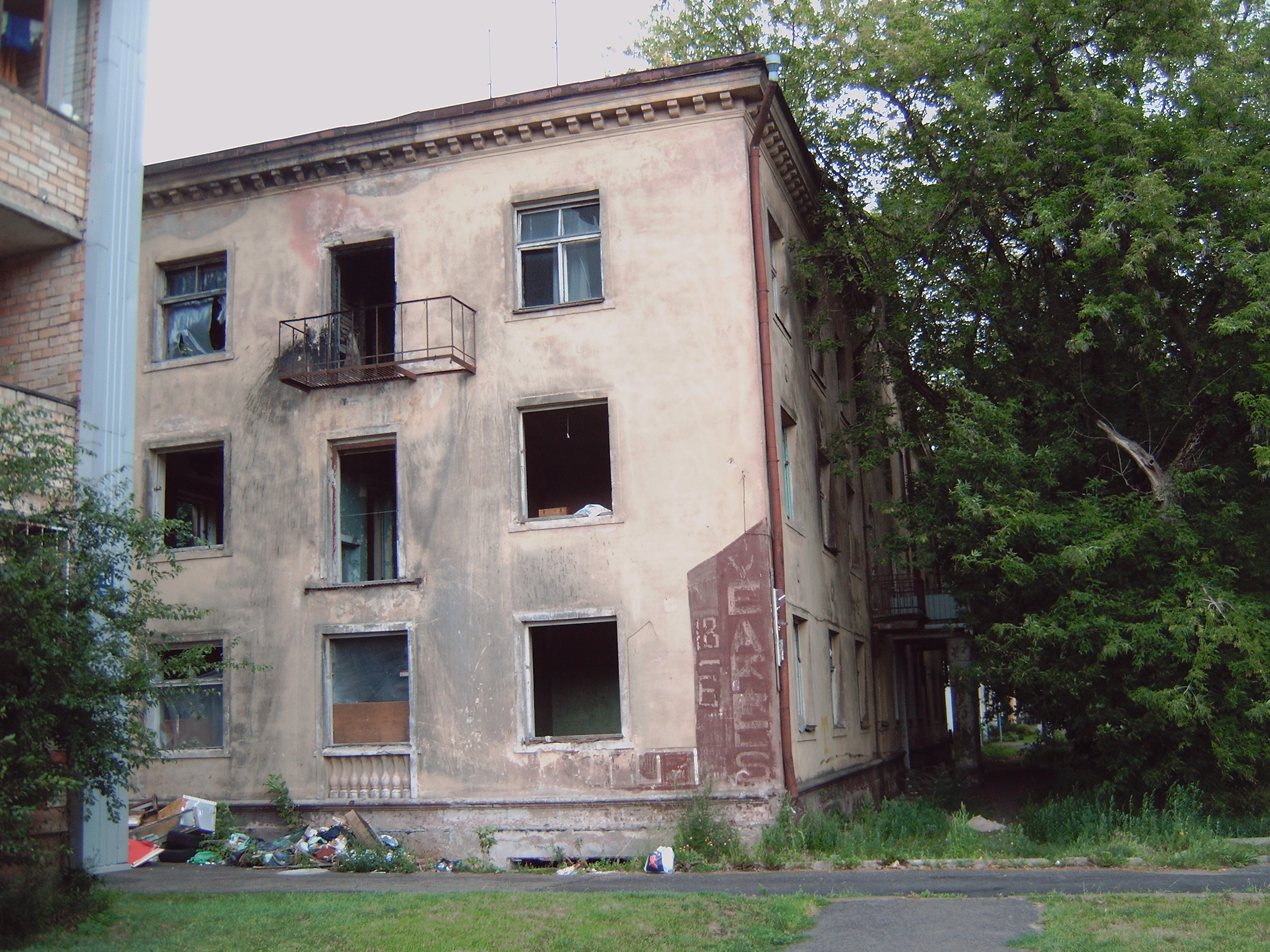
Immeuble abandonné rue Ilmājas.